# Ipoustéguy
che sono frutto delle nostre conoscenze. Non sono concepite per mettere un punto terminale alla nostra esistenza.
Nessuna conclusione perentoria. Nessuna soluzione finale.
È il conservatorio della sovversione permanente. Il brodo di coltura della nostra evoluzione spirituale.
Qui lo spirito ha eluso la schiavitù.»
(Ipoustéguy)
Jean Robert, detto Ipoustéguy (Dun-sur-Meuse, 6 gennaio 1920 – Doulcon, 8 febbraio 2006), è stato uno scultore, pittore e disegnatore francese di fama mondiale, è considerato uno dei maestri della scultura del XX secolo.

## Biografia
Jean Robert detto Ipoustéguy (dal cognome basco della madre) nasce nel 1920, due anni dopo la fine della prima guerra mondiale, a Dun-sur-Meuse, nei pressi di Verdun, proprio nei luoghi che erano stati teatro della «grande carneficina». «La Mosa1», soleva dire l'artista, «è una regione in cui la guerra ha sempre imperversato. Siamo cresciuti al suono del trombettiere». Vi trascorrerà tutta l'infanzia. Descrive il padre come «tenero e gentile»; la madre, in compenso, «rigorosa e concentrata sull'educazione, gli rende la vita difficile».
Nel suo romanzo autobiografico, Chronique des jeunes années, racconta le sue passeggiate nelle campagne dei dintorni «costellate di piccole cavità a forma di imbuto, punteggiature che, avevamo saputo molto presto, erano i segni lasciati dalle granate. Eravamo circondati da vestigia di guerra». «Perlustravo il terreno sapendo benissimo che ciò su cui camminavo era la morte». Ben presto, questa morte, Ipoustéguy «inizia a discernerla, a ravvisarla con sgomento nel quotidiano più benevolo e persino nei ricordi più radiosi che la sua malignità richiama con insistenza. Si dispiega ovunque».
Per tutta l'infanzia manterrà segreta la volontà di diventare pittore, che già sente di avere: suo padre, falegname ebanista, pur essendo lui stesso un pittore dilettante, tiene in scarsa considerazione quel genere di mestiere.
A diciotto anni si trasferisce a Parigi. Un pomeriggio d'inverno del 1938, la sua attenzione era stata attratta da un manifesto che pubblicizzava dei corsi serali di arti plastiche della città di Parigi. Quella sera stessa era presente nella classe di Robert Lesbounit, che sarebbe divenuto suo maestro; vi studierà pittura e disegno. A Parigi scoprirà inoltre il Louvre e la sua passione per la storia dell'arte.
Nel 1943 sposa Geneviève Gilles, dalla quale nel 1945 avrà un figlio, Dominique.
Nel 1946 ottiene il primo premio di disegno al concorso generale dei corsi serali. L'anno seguente, insieme con il suo professore e alcuni compagni, inizia un affresco monumentale nella chiesa di Saint-Jacques de Montrouge. È in questo periodo che adotta il patronimico del nonno materno, Ipoustéguy, «quel patron fonditore» nella lontana Charente-Maritime, che all'epoca della prima guerra mondiale «rifiutò per convinzione ideologica di fabbricare un bel mucchio delle granate usate dai nostri soldati».
È a Choisy, a partire dal 1949, che Ipoustéguy e un gruppo di amici decidono di riunirsi per affittare dalla vedova del ceramista Lenoble gli atelier in fondo al suo giardino. Vi rimarrà per la gran parte della sua vita. «Il posto era ottimo: c'era molto spazio, io stavo all'esterno, lavoravo il gesso e il cemento». Questo atelier resterà sempre un luogo di accoglienza e di incontro per molti giovani artisti.
Nello stesso periodo, Ipoustéguy conosce il mercante Kahnweiler, che aveva notato il suo lavoro in una mostra del 1952. Per un anno gli fa vedere le sue gouache e i suoi disegni, poi un giorno gli confida la sua decisione di diventare scultore. Ma Kahnweiler lo mette in guardia: «Non sono mai riuscito a vendere una scultura in tutta la mia vita, la mia cantina è piena di Manolo e di Laurens. È a suo rischio e pericolo».
All'epoca la ricerca di Ipoustéguy in materia di scultura è di tipo «architettonico»: volumi e forme geometriche si moltiplicano in modelli di gesso oggi scomparsi.
«Il caso volle che, nel momento in cui intrapresi la scultura, lo spirito del tempo, la moda escludessero la figura umana dall'arte. Negli anni cinquanta, per aggirare il linguaggio dell'“astratto”, utilizzavo uno stratagemma: scolpivo città, architetture, masse percorse da vuoti, i quali si inscrivevano in maniera geometrica nello spazio. Era un modo per apprendere una mia forma peculiare e per resistere a quella pressione, a quel divieto di rappresentare l'umano».
Nel 1956 è invitato al XII Salon de Mai, dove presenta «La rose», un gesso da cui in seguito trarrà una versione in marmo. Nel 1958, scolpisce «Le casque fendu», un'opera il cui intento dichiarerà essere quello di «rompere l'uovo di Brancusi»: un gesto altamente simbolico di rottura con l'astrattismo.
Già nel 1959 figura nell'opera di Michel Seuphor, La Sculpture de ce siècle; così come, un anno più tardi, sarà citato in Le dictionnaire de la sculpture moderne edito da Hazan.
Nel 1962 Ipoustéguy incontra Claude Bernard, che aveva scoperto una delle sue opere al Salon de Mai. Molto rapidamente, organizza nella sua galleria la prima esposizione personale. È Claude Bernard che, per i successivi venticinque anni, agevolerà la promozione e la diffusione della sua opera. Grazie al suo sostegno, Ipoustéguy avrà accesso all'impiego del bronzo e del marmo. Libero dalle costrizioni della vita materiale, da quel momento in poi potrà dedicarsi a tempo pieno al suo lavoro di artista. Inoltre, la frequentazione della galleria di Claude Bernard sarà per lui occasione di incontri e di amicizie con altri grandi scultori e pittori dell'epoca: César, Roel d'Haese, Eugène Dodeigne, André Masson, Paul Rebeyrolle e Sam Szafran.
Come è lo stesso Ipoustéguy ad affermare, un viaggio in Grecia si rivelerà decisivo per il suo percorso artistico: è ormai ben determinato a trattare il corpo umano nudo «in via prioritaria e nella sua interezza», rompendo così definitivamente ogni legame con l'astrattismo. Al suo ritorno scolpisce «La Terre» e quindi «Homme», simboli trionfanti di questo rinnovato interesse per la figura.
Nel 1963 sposa Françoise Delacouturiere, unione da cui nasceranno Céline nel 1965 e Marie-Pierre nel 1969.
Nel 1964, in occasione della XXXII Biennale di Venezia, riceve il prestigioso Premio Bright. Lo stesso anno ha luogo la sua prima personale all'estero, presso la Albert Loeb Gallery di New York. Ben presto le sue opere vengono accolte nei musei: allo Hirshhorn Museum and Sculpture Garden di Washington, al The Carnegie Museum di Pittsburgh, al Museum of Modern Art di Reno, all'Art Institute di Chicago, al Metropolitan Museum of Art di New York, al Solomon R. Guggenheim Museum of Art di New York, oltre che in collezioni private come la Rockefeller Collection di New York.
In questi anni Ipoustéguy si dedica essenzialmente a reinventare il corpo umano, a raffigurarlo attraversato da pulsioni sia erogene sia mortifere, intricate o smembrate. Lo scheletro, la colonna vertebrale, il bacino, la muscolatura si palesano attraverso piastre di metallo. Il corpo è segnato da lacerazioni, «devastato dalle cicatrici della vita, gli sfregi della memoria: un essere umano in preda a un mondo industriale aggressivo che lo frammenta e lo dilania».
Nel 1965 Ipoustéguy scolpisce «Ecbatane». Inizialmente l'opera è realizzata in polistirene espanso, materiale industriale ultraleggero, e costituisce un procedimento rivoluzionario per il tempo. La complessità della scultura è ridotta al personaggio storico di Alessandro. «Di fronte a Ecbatana, Alessandro rivela a ogni interpretazione un nuovo essere. È lui, per poi essere sempre diverso, tanto da entrare nella città arretrando, ritraendo il piede in un medesimo gesto, tanto da portare l'armatura nel momento in cui la sua corazza esplode, tanto da presentarsi potente nel momento in cui è sconfitto».
Dal 1966 al 1967, Ipoustéguy si dedica intensamente alla pittura. Utilizza lo studio dell'amico Sam Szafran, conosciuto da Claude Bernard qualche anno prima. Realizza opere figurative, monocromie di bianchi, forse quello stesso bianco della materia pittorica che di lì a poco lo indurrà a lavorare il marmo.
Ancora il 1966 vede la creazione di «Homme passant la porte» e di «Femme au bain», che contribuirà decisamente a far conoscere l'artista al grande pubblico.
Nell'agosto del 1967, Ipoustéguy si reca a Carrara nell'atelier di Nicoli, il quale lo mette direttamente alla prova dandogli un pezzo di marmo bianco, degli strumenti e qualche consiglio. Fra lo stupore generale, in appena una settimana ne verrà fuori una scultura intitolata «Le grand coude».
In seguito tornerà spesso a Pietrasanta o a Carrara. Se degli assistenti sgrosseranno i blocchi selezionati, lui si riserverà, sempre da solo, il lavoro di scultura vero e proprio. Vi trae un piacere virtuosistico, lo stesso che immediatamente si percepisce davanti alle sue opere. «C'è sempre un pezzo di marmo sotto lo scalpello, e una forma sotto un'altra che attende».
Quando, nel febbraio 1968, apprende la scomparsa improvvisa del padre, Ipoustéguy sta lavorando al tema della morte di papa Giovanni XXIII, soggetto già affrontato l'anno prima in pittura. Sostituisce allora la testa e le mani del papa con dei calchi del viso e delle mani di suo padre: l'opera diventa così «Mort du père». In questo modo Ipoustéguy tiene fede alla promessa fatta al padre in gioventù, quando quest'ultimo si preoccupava per la precarietà del mestiere d'artista: «Un giorno ti farò diventare un papa!». Sarà, questa, una delle sue sculture più famose. Attualmente si trova alla National Gallery of Victoria di Melbourne, in Australia. Il suo prezzo di vendita era stato talmente elevato per l'epoca, da costituire oggetto di un'interpellanza al parlamento australiano.
Nel maggio 1968, Ipoustéguy prende parte al clima di rivolta che coinvolge un'intera generazione di giovani. Inizialmente frequenta con assiduità l'«atelier popolare», situato nei locali delle Belle Arti di Parigi, dove crea e stampa le famose affiche del maggio, affisse sui muri della città. Produce anche una serie di linografie politiche, delle quali la più conosciuta rimane «Le temps des cerises».
Fa seguito una serie di opere a carattere erotico, come «Eros en sommeil», «Le chemin de fer japonais», «Le pèlerin» e soprattutto «Gange fleuve de mythes», «sessi come serpenti e nodi di esseri umani sulle scalinate che scendono nel Gange alla ricerca di altri sessi in attesa, mandorle spaccate...».
Nel 1971 Ipoustéguy riceve la sua prima committenza ufficiale: si tratta di «Homme forçant son unité», per il Centro franco-tedesco di ricerca in fisica nucleare di Grenoble.
Nel novembre del 1974, l'indomani del suo arrivo a Carrara, l'artista subisce uno choc brutale: apprende al telefono della morte improvvisa della figlia Céline, di dieci anni. Interrompe allora la serie a tema erotico a cui sta lavorando. Attanagliato dal dolore e dalle domande, riprenderà a poco a poco il lavoro, realizzando «Petit écorché», uno studio che dieci anni più tardi diverrà «Scène comique de la vie moderne», opera tesa a rappresentare l'istante traumatico, indicibile, quello dell'annuncio «della notizia più orribile di tutta la sua vita».
Nel 1975, giunge dagli Stati Uniti una committenza importante: «Mort de l'évêque Neumann». Si tratta di rappresentare la morte del primo vescovo americano canonizzato, che aveva consacrato la propria vita ai più bisognosi. Abbandonato da tutti, nell'ora della morte il vescovo ha accanto a sé soltanto una bambina cieca, raffigurata con i tratti di Céline. L'opera, giudicata troppo violenta nel modo di rappresentare, verrà rifiutata. Oggi si trova nella chiesa di Dun-sur-Meuse, città natale dell'artista.
Due anni dopo, un'altra committenza, questa volta una scultura per l'ospedale di Val de Grâce, viene rifiuta a due riprese, ma finisce per essere accettata e collocata sulla rotonda d'ingresso del nuovo ospedale.
Nel 1978 è dedicata a Ipoustéguy una retrospettiva alla Fondation Nationale des Arts Graphiques et Plastiques, in rue Berryer a Parigi, e l'anno dopo una alla Kunsthalle di Berlino, dove vengono esposte 242 opere. Per l'occasione la municipalità di Berlino commissiona «Homme construit sa ville», replica ingrandita e rimaneggiata di «Ecbatane»: la scultura verrà collocata davanti al nuovo Palazzo Internazionale dei Congressi nel 1979.
Il 1981 è l'anno della consacrazione dell'artista da parte della stampa nazionale. «Le Nouvel Observateur» pubblica un dossier speciale dal titolo «L'énigme Ipoustéguy». L'anno seguente il Musée d'Art Moderne de la Ville de Paris espone duecento disegni, che vanno dal 1946 al 1976.
Nel 1984 la municipalità di Lione propone all'artista di realizzare un complesso scultoreo in collaborazione con l'architetto Delfante per la risistemazione di Place Louis Pradel. L'insieme si compone di una grande fontana piramidale, di una statua della poetessa rinascimentale francese Louise Labé e di un ritratto del vecchio sindaco della città. In seguito, nel 1987, Ipoustéguy realizzerà anche «La fontaine Part-Dieu».
Nel 1984 è insignito del titolo di Cavaliere della Legion d'onore dall'allora ministro della Cultura Jack Lang. Il presidente François Mitterrand gli commissiona una scultura. Ipoustéguy decide di rappresentare Arthur Rimbaud: sarà «Homme aux semelles devant», oggi collocata di fronte alla Bibliothèque de l'Arsenal a Parigi.
Nel 1988, lo scultore è interessato al contrasto di luce e ombra, che diventa soggetto stesso della rappresentazione. In occasione di una mostra presso la Gallerie D.M. Sarver presenterà una serie di sculture e di acquerelli dedicati al tema della frutta.
Lo stesso anno riceve una committenza importante per il Consiglio Generale di Seine-Saint-Denis in occasione del bicentenario della Rivoluzione francese: «A la santé de la révolution», un grande complesso piramidale composto da cinque elementi, distribuito a terrazze su una collinetta del parco dipartimentale Jean Moulin di Bagnolet, che sarà la sua ultima opera monumentale.
Nel 1991 "Nicolas Appert" di Châlons en Champagne.
Dall'aprile al settembre del 1999, a Chelsea, in Gran Bretagna, avrà luogo una retrospettiva organizzata dalla British Royal Society of Sculptors.
Da lì in avanti, Ipoustéguy continuerà a indagare, servendosi sia del disegno che del bronzo, in modi sempre nuovi e fecondi, le proprie riflessioni sulla natura dell'essere umano e sulle sue diverse identità. Fino al termine della sua vita, animato da un'intensa pulsione vitale e da un autentico piacere ludico creativo, l'artista continuerà a esplorare la questione della rappresentazione «al crocevia tra interiore ed esteriore, tra architettonico e umano, tra fluido e fisso, tra molteplice e unico». La sua virtuosità «barocca» gli permetterà di rispondere all'esuberanza della natura, alla complessità dell'organico e di tradurre tanto l'erotico, il mistico, la nascita, la morte che il reale.
Pur considerandosi, con modestia, più un «indicatore di tendenze» che uno scrittore, nondimeno Ipoustéguy ha pubblicato svariati libri, di cui alcuni a carattere autobiografico (Chroniques des jeunes années).
La mostra retrospettiva di Palazzo Leone da Perego a Legnano nel 2008, curata da Flavio Arensi e Pascal Odille, è la prima allestita dopo la scomparsa dell'artista, avvenuta nel febbraio 2006.

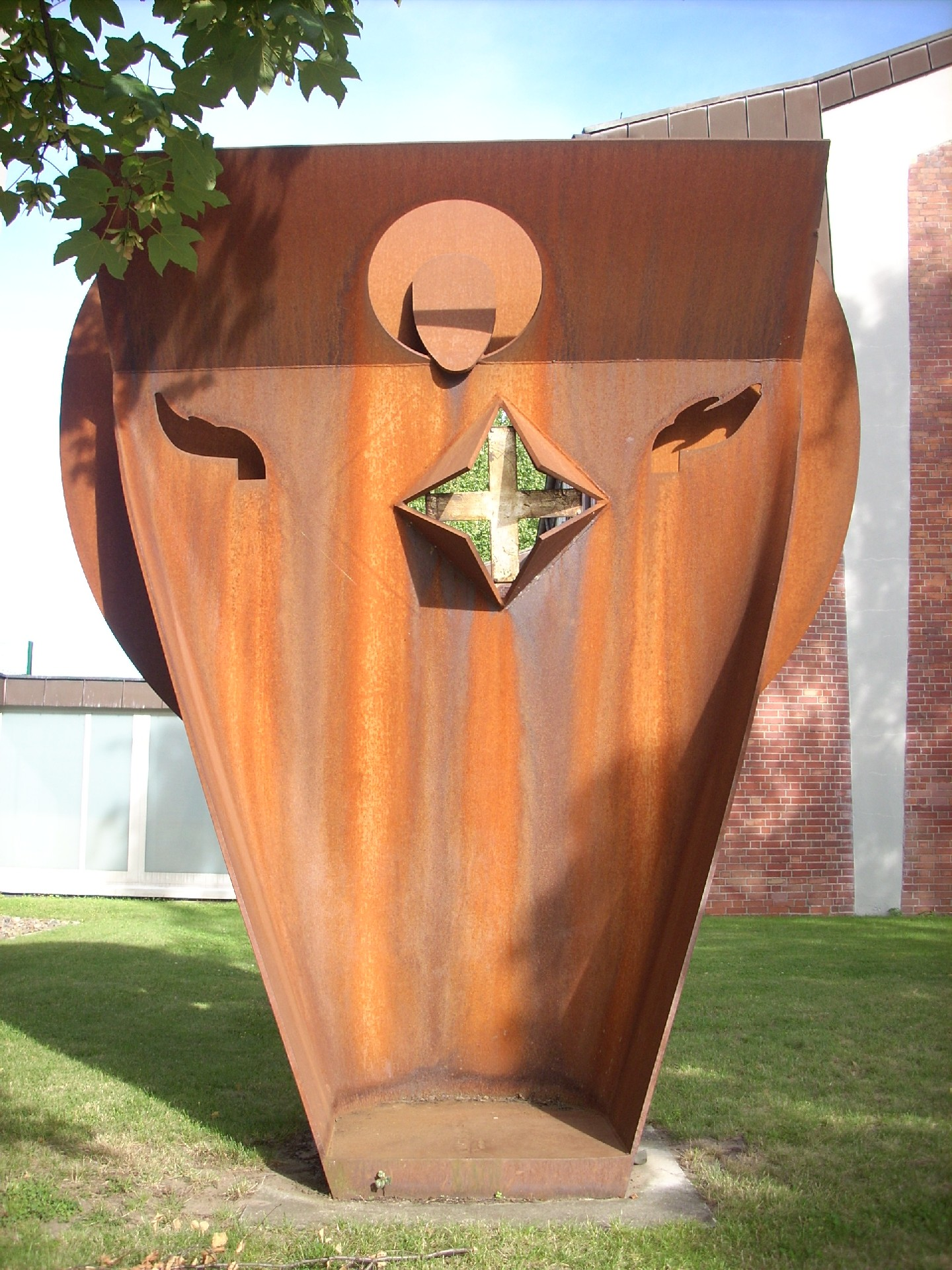
Porte du Ciel

## Opere in musei
- Abu Dhabi, National Museum of Saadiyat Island.
- Baltimore, Baltimore Museum of Art.
- Berlin, Nationalgalerie.
- Bobigny, Fonds Departemental d'Art Contemporain.
- Châlons en Champagne, Musée des Beaux-Arts et d'Archéologie.
- Chicago, Art Institute.
- Copenaghen, Carlsberg Glyptotek.
- Darmstadt, Hessiches Landesmuseum.
- Dun sur Meuse, Centre Ipoustéguy.
- Grenoble, Musée d'Art Moderne.
- Hannover, Sprengel Museum.
- Londra, Tate Gallery.
- Londra, Victoria and Albert Museum
- Lione, Musée des Beaux-Arts.
- Marseille, Musée Cantini.
- Melbourne, National Gallery of Victoria.
- New York, The Museum of Modern Art.
- New York, Solomon R. Guggenheim Museum of Art.
- Paris, Musée d'Art Moderne de la Ville de Paris.
- Paris, Musée de la Sculpture en Plein Air.
- Pittsburgh, The Carnegie Museum.
- Tokyo, Hakone Museum of Art.
- Toulouse, Artothèque.
- Troyes, Musée d'Art Moderne.
- Washington, Hirshhorn Museum and Sculpture Garden.